# Na dnu oceana postoje neki svjetovi
Na dnu oceana postoje neki svjetovi je autorska kazališna predstava Umjetničke organizacije Arterarij iz Zagreba, premijerno izvedena 5. studenoga 2022. u režiji Romana Nikolića i dramaturgiji Olje Lozice.

## Povijest
Pedstava je nastala prema motivima Euripidove tragedije Medeja, ali postavljena u suvremeni kontekst. U izvedbeno tkivo autor dodaje dokumentarnu građu o slučajevima infantida. Kroz motiv infanticida propituje se i analiza bračnog odnosa: partneri Jazon i Medeja predstavljeni su kao običan urbani bračni par s dvoje djece, čiji je odnos doveo do emocionalnog kolapsa. 
Predstava se izvodi u prostoru građanskog stana, te je prva predstava umjetničke udruge Arterarij koja je doživjela širu popularnost i naklonost kritike. Posebno je hvaljena izvedba glumice Anite Matić Delić koja je za glavnu ulogu dobila brojne glumačke nagrade uključujući Nagradu hrvatskog glumišta. 

## Autorski tim
Redatelj: Romano Nikolić

Dramaturginja: Olja Lozica

Izvođači: Anita Matić Delić i Frano Mašković

Producentica: Tatjana Aćimović

Fotograf: Mario Delić i Sanjin Kaštelan